# Julie Wilhelmine Hagen-Schwarz
Julie Wilhelmine Hagen-Schwarz, född 1824, död 1902, var en tysk-baltisk estnisk målare. Hon är främst känd som porträttmålare.